# Shotley
Shotley – wieś w Anglii, w hrabstwie Suffolk, w dystrykcie Babergh. Leży 14 km na południowy wschód od miasta Ipswich i 109 km na północny wschód od Londynu.